# Дзвиняцька сільська рада (Заліщицький район)
Дзви́няцька сільська́ ра́да — адміністративно-територіальна одиниця та орган місцевого самоврядування в Заліщицькому районі Тернопільської області. Адміністративний центр — село Дзвиняч.

## Загальні відомості
- Територія ради: 25,52 км²
- Населення ради: 1 106 осіб (станом на 2001 рік)

## Населені пункти
Сільській раді були підпорядковані населені пункти:
- с. Дзвиняч

## Склад ради
Рада складалася з 16 депутатів та голови.
- Голова ради: Умрихін Петро Іванович
- Секретар ради: Яремій Світлана Михайлівна

### Керівний склад попередніх скликань
| Прізвище, ім'я, по батькові | Основні відомості                                                                                  | Дата обрання | Дата звільнення |
| --------------------------- | -------------------------------------------------------------------------------------------------- | ------------ | --------------- |
| Умрихін Петро Іванович      | Сільський голова, 1954 року народження, освіта вища, член Всеукраїнського об'єднання «Батьківщина» | 26.03.2006   | 31.10.2010      |
| Умрихін Петро Іванович      | Сільський голова, 1954 року народження, освіта вища, член Всеукраїнського об'єднання «Батьківщина» | 31.10.2010   |                 |

Примітка: таблиця складена за даними сайту Верховної Ради України

### Депутати
За результатами місцевих виборів 2010 року депутатами ради стали:

#### За суб'єктами висування
| Суб'єкт висування | Кількість обраних депутатів | %   |
| ----------------- | --------------------------- | --- |
| Самовисування     | 16                          | 100 |

#### За округами
| № округу | Прізвище, ім'я, по батькові       | Дата визнання обраним | Освіта  | Партійна приналежність                        | Відомості про обраного депутата                                                     |
| -------- | --------------------------------- | --------------------- | ------- | --------------------------------------------- | ----------------------------------------------------------------------------------- |
| 1        | Цепін Михайло Остапович           | 02.11.2010            | середня | член Всеукраїнського об'єднання «Батьківщина» | МПСП"Агро-технік", директор                                                         |
| 2        | Яремій Світлана Михайлівна        | 02.11.2010            | вища    | позапартійна                                  | виконкомс. Дзвиняч, секретарка                                                      |
| 3        | Андрущак Анатолій Іванович        | 02.11.2010            | середня | позапартійний                                 | тимчасово не працює                                                                 |
| 4        | Купчак Валентина Михайлівна       | 02.11.2010            | середня | позапартійна                                  | дитячий санаторійм. Заліщики, молодша медична сестра                                |
| 5        | Павлюк Павло Миколайович          | 02.11.2010            | середня | член Всеукраїнського об'єднання «Батьківщина» | тимчасово не працює                                                                 |
| 6        | Никорук Галина Миколаївна         | 02.11.2010            | середня | член Всеукраїнського об'єднання «Батьківщина» | виконкомс. Дзвиняч, головний бухгалтер                                              |
| 7        | Струбіцька Галина Петрівна        | 02.11.2010            | середня | позапартійна                                  | пенсіонер                                                                           |
| 8        | Галюлько Тарас Богданович         | 02.11.2010            | вища    | позапартійний                                 | Районний центр соціальних служб для сім'ї та молодім. Заліщики, головний спеціаліст |
| 9        | Костинюк Микола Антонович         | 02.11.2010            | вища    | член Всеукраїнського об'єднання «Батьківщина» | тимчасово не працює                                                                 |
| 10       | Олійник Наталія Іванівна          | 02.11.2010            | середня | член Всеукраїнського об'єднання «Батьківщина» | госпіталь інвалідів Великої Вітчизняної Війним. Заліщики, молодшамедичнасестра      |
| 11       | Цепін Іван Остапович              | 02.11.2010            | середня | член Всеукраїнського об'єднання «Батьківщина» | тимчасово не працює                                                                 |
| 12       | Гирилюк Віра Євгенівна            | 02.11.2010            | вища    | позапартійна                                  | загальноосвітня школа с. Дзвиняч, вчитель                                           |
| 13       | Яцків Анатолій Володимирович      | 02.11.2010            | середня | член Всеукраїнського об'єднання «Батьківщина» | тимчасово не працює                                                                 |
| 14       | Бараницький Володимир Филимонович | 02.11.2010            | середня | член Всеукраїнського об'єднання «Батьківщина» | приватний підприємець                                                               |
| 15       | Костинюк Уляна Романівна          | 02.11.2010            | середня | позапартійна                                  | виконкомс. Дзвиняч, старший інспектор по земельним питанням                         |
| 16       | Теслюк Наталія Ярославівна        | 02.11.2010            | вища    | позапартійна                                  | загальноосвітня школа с. Дзвиняч, вчитель                                           |